# Všeruby (Domažlice)
Všeruby (in tedesco Neumark) è un comune mercato della Repubblica Ceca facente parte del distretto di Domažlice, nella regione di Plzeň.